# Pricéite
La pricéite ou pandermite est un hydroborate monohydraté de calcium, de formule développée Ca2[B5O7(OH)5]. H2O. Ce corps minéral naturel de maille monoclinique, de densité supérieure à 2,4 et de dureté 3,5, minéral évaporite assez rare de la série des inoborates, est parfois exprimée par une formule brute simplifiée double Ca4[B10O19]. 7 H2O.
C'est aussi une roche évaporite, de couleur blanche et à éclat terreux, parfois à apparence crayeuse, qui se présente en masses nodulaires crayeuses, plus ou moins compactes, elle est souvent associée au gypse et à la colémanite.

## Inventeur et étymologie, géotype
Elle a été décrite par le minéralogiste Benjamin Silliman Junior en 1873 à partir d'échantillons collectés dans le comté de Curry dans l'état de l'Oregon et nommée en l'honneur du métallurgiste américain de San Francisco, Thomas Price qui avait le premier attiré l'attention sur ce minéral et isolé le corps chimique.
Un de ses synonymes non officiels est pandermite, du nom ancien d'une contrée turque, Pandermia ou Pandirma, où elle est abondante.

## Caractéristiques
Elle laisse une trace blanche. Les masses compactes et dures qui peuvent parfois dépasser 100 kg, formés de cristaux microscopiques isolés sont translucides, à cassure conchoïdale, souvent terreuses, et à éclat mat, leur clivage est très bon selon (001).
L'analyse chimique pondérale, par exemple pour l'art verrier, donne en masse 32,11 % CaO, 49,84 % B2O3 et 18,05 % H2O
La pricéite donne une luminescence jaune.
Insoluble dans l'eau à froid, elle est soluble dans les acides. Il est recommandé de nettoyer les échantillons à l'eau distillée.
Les minéraux semblables comme l'ulexite ou la colémanite s'en distinguent par leurs duretés différentes, mais aussi par leurs spectres au RX ou des tests de solubilité dans l'eau ou les acides.
Elle peut dériver de la colémanite. A rebours, la pricéite peut s'altérer facilement en calcite et en colémanite.

## Cristallochimie et cristallographie
La pricéite se présente sous forme de concrétions ou de croûtes, de masses terreuses ou dures.
Parfois, certains cristaux microscopiques n'ont pas de maille de symétrie monoclinique, mais trigonal rhomboédrique.
La pricéite ou pandermite fait partie des borates calciques, connus également sous les noms spécifiques de cryptomorphite, colemanite, bechilite et howlite au XIXe siècle.

## Gîtologie
Elle est observable dans les lacs boratés et des formations salines et/ou boratées similaires, notamment des vastes dépôts d'évaporites, mais on la trouve aussi avec les sources chaudes ou les produits de sublimation de fumerolles.
Minéraux associés : gypse, colémanite, ulexite et autres borates et hydroborates, autres évaporites, calcite ou aragonite, avec revêtement de ginorite....

## Gisements
- Allemagne

carrières de Kohnstein, district minier de Basse Saxe, entre Harz et Thuringe
- Angleterre

site de Meldon, Okehampton dans le Devon.
- États-Unis

Californie, Furnace Creek Wasch
Oregon, Chetco, comté de Curry
- Kazakhstan

dépôts boratés du lac Inder
- Mexique

Mesa del Almo, à une dizaine de kilomètres de Magdalena, désert de Sonora.
- Turquie

dépôt boraté de Sultan Tschaïr ou Sultan Cher
Pandermia ou Panderma
La production minière est développée et assez importante en Turquie.

## Usage
La pricéite sert à la fabrication de l'acide borique. Elle peut être aussi employée communément dans l'industrie chimique, la métallurgie, la fonderie et la verrerie.